# Travisia oksae
Travisia oksae är en ringmaskart som beskrevs av Hartmann-Schröder och Parker 1995. Travisia oksae ingår i släktet Travisia och familjen Opheliidae. Inga underarter finns listade i Catalogue of Life.